# Isaac Antunes

## Isaac Antunes
Isaac Dalcol Antunes (nascido em Guabiju, Rio Grande do Sul) é um político, empresário, atualmente exercendo o cargo de vereador e presidente da Câmara Municipal de Ribeirão Preto, no estado de São Paulo. Filiado ao Partido Liberal (PL), Antunes destacou-se como uma das principais lideranças políticas da direita no interior paulista, sendo reconhecido por sua atuação propositiva e inovadora no legislativo municipal.
'Biografia'
Isaac Dalcol Antunes. Desde jovem, demonstrou interesse pela área tecnológica e pelos negócios, características que posteriormente influenciariam sua trajetória profissional e política. Sua migração logo criança para Ribeirão Preto representou um marco importante em sua vida, onde estabeleceu raízes profundas na comunidade local e desenvolveu uma carreira de sucesso tanto no setor privado quanto no público.
A formação de Antunes reflete seu perfil multidisciplinar e sua busca constante por conhecimento. demonstrando sua preparação estratégica para atuar no cenário político contemporâneo.
Formação Acadêmica e Profissional
A trajetória educacional de Isaac Antunes evidencia seu comprometimento com a excelência e a inovação. 

Antes de ingressar na política, Antunes desenvolveu uma sólida carreira empresarial, atuando em diversas funções que demonstram sua versatilidade e capacidade de liderança. Sua experiência como agente autônomo de investimento, diretor operacional e sócio proprietário de empresas proporcionou-lhe uma visão abrangente do mundo dos negócios e da economia local, conhecimentos que posteriormente aplicaria em sua gestão pública.
Carreira Política
Início na Política
A entrada de Isaac Antunes na política municipal de Ribeirão Preto representou uma renovação no cenário político local, trazendo uma perspectiva empresarial e tecnológica para o legislativo. Sua candidatura inicial foi marcada pela proposta de modernização da gestão pública e pela defesa de políticas que promovessem o desenvolvimento econômico e social da cidade.
Filiado ao Partido Liberal (PL), Antunes rapidamente se destacou como uma das principais vozes da direita no interior paulista. Sua atuação política é caracterizada pela defesa de valores conservadores aliados a propostas inovadoras para os desafios urbanos contemporâneos. Esta combinação única de tradição e modernidade tem sido uma marca registrada de sua gestão.
Presidência da Câmara Municipal
Em 2024, Isaac Antunes foi eleito presidente da Câmara Municipal de Ribeirão Preto, cargo para o qual foi reconduzido em 2025, demonstrando o reconhecimento de seus pares quanto à sua capacidade de liderança e gestão. Sua eleição para a presidência foi aprovada com expressiva votação de 19 votos favoráveis e apenas 3 abstenções, evidenciando o amplo apoio que desfruta entre os vereadores de diferentes partidos.
Durante seu discurso de posse, Antunes demonstrou emoção e comprometimento com a responsabilidade assumida, enfatizando sua dedicação ao fortalecimento do legislativo municipal e ao aprimoramento dos serviços prestados à população. Sua gestão à frente da presidência tem sido marcada pela busca de consensos e pela promoção do diálogo construtivo entre as diferentes bancadas.
A recondução à presidência para o exercício de 2025 representa um reconhecimento do trabalho desenvolvido durante seu primeiro mandato, consolidando sua posição como uma liderança respeitada no cenário político local. Esta continuidade permite a implementação de projetos de longo prazo e o aprofundamento das reformas modernizadoras iniciadas em sua primeira gestão.
Liderança Partidária
Além de sua atuação como vereador e presidente da Câmara, Isaac Antunes exerce a função de presidente municipal do Partido Liberal em Ribeirão Preto. Esta posição de liderança partidária demonstra sua importância no cenário político regional e sua capacidade de articulação política. Sob sua liderança, o PL tem se fortalecido como uma alternativa política consistente na cidade.
Antunes tem o mérito de ter sido o vereador mais votado do Partido Liberal no interior de São Paulo, um feito que demonstra sua popularidade e a confiança depositada pelos eleitores em sua proposta política. Este resultado eleitoral expressivo reflete não apenas sua capacidade de comunicação com o eleitorado, mas também o reconhecimento de seu trabalho e de suas propostas para o desenvolvimento municipal.
== Principais Realizações e Projetos ==
Modernização do Legislativo
Uma das principais marcas da gestão de Isaac Antunes tem sido a modernização dos processos e procedimentos da Câmara Municipal. Sua formação tecnológica tem sido fundamental para a implementação de soluções digitais que tornam o legislativo mais eficiente e transparente. Estas iniciativas incluem a digitalização de processos, a melhoria dos sistemas de comunicação e a ampliação do acesso da população às informações sobre as atividades parlamentares.
A modernização promovida por Antunes não se limita apenas aos aspectos tecnológicos, mas abrange também a renovação dos métodos de trabalho e a otimização dos recursos disponíveis. Sua gestão tem priorizado a eficiência administrativa e a redução de custos operacionais, sempre mantendo o foco na qualidade dos serviços prestados à população.
Projetos de Lei Inovadores
Isaac Antunes tem se destacado pela apresentação de projetos de lei que abordam questões contemporâneas e relevantes para a qualidade de vida dos ribeirão-pretanos. Entre suas principais iniciativas legislativas, destaca-se o projeto de lei que visa combater a poluição sonora causada por escapamentos adulterados de veículos, especialmente motocicletas.
Este projeto, que prevê multas que podem variar de 20 UFESPs (aproximadamente R$ 700) até R$ 2.800 em casos de reincidência, além da possibilidade de apreensão do veículo, demonstra sua preocupação com a qualidade de vida urbana e o bem-estar da população. A proposta proíbe especificamente a emissão de ruídos acima dos limites legais estabelecidos, contribuindo para a criação de um ambiente urbano mais harmonioso e saudável.
Outro projeto significativo de sua autoria é a instituição da Semana Municipal do Trânsito em Ribeirão Preto, iniciativa que visa promover a educação no trânsito e a conscientização sobre a importância da segurança viária. Esta proposta reflete sua visão abrangente sobre os desafios urbanos e sua capacidade de propor soluções integradas para problemas complexos.
Contribuições para o Desenvolvimento Institucional
A atuação de Isaac Antunes tem sido fundamental para o fortalecimento das instituições públicas em Ribeirão Preto. Sua participação ativa na criação de três novas varas judiciais na cidade representa uma contribuição significativa para o aprimoramento do sistema judiciário local. Esta iniciativa demonstra sua compreensão da importância de uma justiça eficiente e acessível para o desenvolvimento social e econômico da região.
O trabalho de Antunes junto ao Departamento de Polícia Judiciária do Interior (DEINTER 3), sediado em Ribeirão Preto, tem resultado em importantes avanços na área de segurança pública. Suas iniciativas têm contribuído para o fortalecimento das instituições de segurança e para a melhoria dos índices de criminalidade na região, beneficiando diretamente a população local.
'Inovações na Educação e Formação Profissional'Texto a negrito
Uma das iniciativas mais marcantes da gestão de Isaac Antunes foi a realização, pela primeira vez na história, da cerimônia de formatura dos alunos da Fundação de Educação Tecnológica (Funtec) nas dependências da Câmara Municipal. Este evento histórico simboliza o reconhecimento da importância da educação técnica e profissional para o desenvolvimento da cidade.
A decisão de sediar a formatura na Câmara Municipal representa mais do que um gesto simbólico; demonstra o compromisso do legislativo com a valorização da educação e o reconhecimento do papel fundamental que a formação técnica desempenha no desenvolvimento econômico local. Esta iniciativa fortalece os laços entre as instituições públicas e educacionais, promovendo uma maior integração entre os diferentes setores da sociedade.
Participação em Eventos Estratégicos
Isaac Antunes tem mantido uma agenda ativa de participação em eventos importantes para o desenvolvimento econômico da região. Sua presença na Agrishow 2025, uma das principais feiras do agronegócio brasileiro, demonstra seu reconhecimento da importância do setor agrícola para a economia regional e sua disposição em apoiar iniciativas que promovam o crescimento econômico sustentável.
Esta participação em eventos estratégicos reflete sua visão abrangente sobre o desenvolvimento municipal, que vai além das questões puramente administrativas para abranger aspectos econômicos, tecnológicos e sociais. Sua presença nesses foros permite a articulação de parcerias e a identificação de oportunidades de desenvolvimento para Ribeirão Preto.
Atuação na Comissão de Constituição e Justiça
Como presidente da Comissão de Constituição e Justiça (CCJ) da Câmara Municipal, Isaac Antunes tem desempenhado um papel fundamental na análise da constitucionalidade e legalidade dos projetos de lei apresentados no legislativo. Sua atuação nesta comissão estratégica demonstra a confiança depositada por seus pares em sua capacidade técnica e conhecimento jurídico.
A CCJ, sob a presidência de Antunes, tem se caracterizado pela agilidade na análise dos projetos e pela qualidade técnica dos pareceres emitidos. Esta eficiência contribui para o bom funcionamento do processo legislativo e para a aprovação de leis que efetivamente atendam às necessidades da população ribeirão-pretana.
Sua experiência empresarial e formação tecnológica têm sido valiosas na análise de projetos que envolvem questões econômicas e tecnológicas, permitindo uma avaliação mais abrangente dos impactos das propostas legislativas. Esta perspectiva multidisciplinar enriquece o trabalho da comissão e contribui para a qualidade da produção legislativa municipal.

## Engajamento Social e Comunitário
Defesa da Liberdade e dos Direitos Fundamentais
Isaac Antunes tem se posicionado como um defensor consistente da liberdade e dos direitos fundamentais, participando ativamente de movimentos e manifestações que promovem estes valores. Sua confirmação de presença na Caminhada pela Liberdade em Ribeirão Preto demonstra seu comprometimento com a defesa das liberdades democráticas e sua disposição em liderar pelo exemplo.
Esta atuação em defesa da liberdade reflete seus valores políticos e sua compreensão da importância da participação cidadã na construção de uma sociedade mais justa e democrática. Sua liderança nesses movimentos fortalece o tecido social local e promove o engajamento cívico da população.
Valorização dos Servidores Públicos
A gestão de Isaac Antunes tem se caracterizado pela valorização dos servidores públicos e pelo reconhecimento da importância de seu trabalho para o funcionamento eficiente da administração municipal. Suas iniciativas neste sentido incluem a promoção de melhorias nas condições de trabalho e o reconhecimento público dos serviços prestados pelos funcionários da Câmara Municipal.
Esta abordagem humanizada da gestão pública contribui para a criação de um ambiente de trabalho mais produtivo e motivador, resultando em benefícios diretos para a qualidade dos serviços prestados à população. A valorização dos recursos humanos é uma das marcas distintivas de sua administração.
Visão Política e Ideológica
Isaac Antunes representa uma nova geração de políticos conservadores que combinam valores tradicionais com uma abordagem moderna e pragmática para os desafios contemporâneos. Sua visão política é caracterizada pela defesa da livre iniciativa, da responsabilidade fiscal e da eficiência administrativa, sempre mantendo o foco no bem-estar da população.
Sua atuação política é guiada por princípios claros de transparência, honestidade e comprometimento com o interesse público. Esta postura ética tem sido reconhecida tanto por seus pares quanto pela população, contribuindo para sua credibilidade e legitimidade como líder político.
A capacidade de Antunes de dialogar com diferentes segmentos da sociedade e de construir consensos em torno de propostas construtivas tem sido fundamental para o sucesso de suas iniciativas. Sua liderança é caracterizada pela busca de soluções práticas e efetivas para os problemas municipais, sempre priorizando o diálogo e a cooperação.
Reconhecimento e Projeção Política
A trajetória política de Isaac Antunes tem sido marcada por um crescente reconhecimento tanto no âmbito local quanto regional. Sua atuação como presidente da Câmara Municipal e sua liderança no Partido Liberal têm projetado seu nome como uma das principais referências políticas da direita no interior paulista.
O reconhecimento de sua capacidade de gestão e liderança se reflete na confiança depositada por seus pares, evidenciada por sua reeleição para a presidência da Câmara Municipal. Este feito demonstra não apenas sua competência técnica, mas também sua habilidade política para construir alianças e manter o diálogo com diferentes correntes políticas.
Sua projeção política transcende os limites municipais, posicionando-o como uma liderança emergente no cenário estadual. A combinação de sua experiência empresarial, formação técnica e atuação política consistente tem despertado interesse de diferentes setores da sociedade, consolidando sua posição como uma figura de destaque no cenário político contemporâneo.
Contribuições para a Modernização da Gestão Pública
A experiência de Isaac Antunes no setor privado tem sido fundamental para sua abordagem inovadora na gestão pública. Sua visão empresarial aplicada ao serviço público tem resultado em melhorias significativas na eficiência administrativa e na qualidade dos serviços prestados à população.
As iniciativas de modernização implementadas durante sua gestão incluem a otimização de processos, a implementação de tecnologias digitais e a melhoria dos canais de comunicação com a população. Estas mudanças têm contribuído para tornar a Câmara Municipal mais acessível e transparente, fortalecendo a relação entre o poder público e a sociedade civil.
Sua abordagem pragmática e orientada para resultados tem sido um diferencial em sua atuação política. A capacidade de identificar problemas, propor soluções viáveis e implementar mudanças efetivas tem sido reconhecida tanto por seus colegas quanto pela população, consolidando sua reputação como um gestor competente e inovador.
Perspectivas Futuras
A consolidação da liderança de Isaac Antunes no cenário político de Ribeirão Preto abre perspectivas promissoras para sua continuidade na vida pública. Sua juventude, combinada com sua experiência e competência demonstradas, posiciona-o como uma figura central nos debates sobre o futuro da cidade e da região.
Suas propostas para o desenvolvimento sustentável, a modernização da infraestrutura urbana e o fortalecimento da economia local têm encontrado receptividade em diferentes segmentos da sociedade. Esta capacidade de dialogar com diversos grupos e de construir consensos em torno de projetos de desenvolvimento é uma das características mais marcantes de sua liderança.
A trajetória ascendente de Isaac Antunes na política sugere que sua influência continuará a crescer, tanto no âmbito municipal quanto em esferas mais amplas do poder público. Sua dedicação ao serviço público e seu comprometimento com os valores democráticos o posicionam como uma liderança preparada para enfrentar os desafios futuros da gestão pública.
Vida Pessoal e Valores
Isaac Antunes é conhecido por sua dedicação integral ao trabalho público e por sua proximidade com a comunidade ribeirão-pretana. Sua trajetória pessoal, marcada pela migração do Rio Grande do Sul para São Paulo, reflete sua capacidade de adaptação e seu comprometimento com o desenvolvimento da região que escolheu para viver e trabalhar.
Seus valores pessoais, baseados na ética, na transparência e no comprometimento com o bem comum, têm sido fundamentais para sua atuação política. Esta postura íntegra tem contribuído para sua credibilidade junto à população e para o respeito que desfruta entre seus pares no legislativo municipal.
A combinação de sua formação técnica, experiência empresarial e valores sólidos tem sido a base de sua atuação política consistente e propositiva. Esta síntese entre competência técnica e compromisso ético representa um modelo de liderança política que tem encontrado crescente aceitação na sociedade contemporânea.
Legado e Impacto
O legado de Isaac Antunes na política municipal de Ribeirão Preto já pode ser percebido através das transformações implementadas durante sua gestão à frente da presidência da Câmara Municipal. Suas iniciativas de modernização e suas propostas legislativas inovadoras têm contribuído para elevar o padrão de qualidade do serviço público municipal.
O impacto de sua atuação transcende os aspectos puramente administrativos, influenciando também a cultura política local. Sua abordagem profissional e orientada para resultados tem contribuído para elevar o nível do debate político e para promover uma maior participação da sociedade civil nos processos decisórios.
A influência de Isaac Antunes na formação de uma nova geração de lideranças políticas é outro aspecto importante de seu legado. Sua trajetória serve como exemplo de como a competência técnica, a experiência empresarial e o comprometimento ético podem ser combinados para produzir uma atuação política efetiva e transformadora.
1. ↑  [1] Câmara Municipal de Ribeirão Preto. "ISAAC ANTUNES - Vereadores". Disponível em: http://www.camararibeiraopreto.sp.gov.br/vereadores/v/isaac-antunes
2. ↑  [2] Câmara Municipal de Ribeirão Preto. "Isaac Antunes é reconduzido à presidência da Câmara Municipal". 1 de janeiro de 2025. Disponível em: http://www.camararibeiraopreto.sp.gov.br/noticias/node/isaac-antunes-reconduzido-presidencia-da-camara-municipal